# Gjergj Suli
Gjergj Jakov Suli (ur. 12 marca 1893 we wsi Lekël k. Tepeleny, zm. 14 stycznia 1948 w Gjirokastrze) – albański duchowny prawosławny, ofiara represji komunistycznych.

## Życiorys
Po ukończeniu szkoły w rodzinnej wsi kontynuował naukę w szkole Zosimaja w Janinie, a następnie podjął w Grecji studia teologiczne. W 1922 wyjechał do Stanów Zjednoczonych. Mieszkał w Bostonie i Filadelfii, współpracował z Pan-Albańską Federacją Vatra, skupiającą diasporę albańską w USA. Tam też przyjął święcenia kapłańskie. W 1934 powrócił do Albanii i rozpoczął pracę duszpasterską w rodzinnej wsi, a następnie w sąsiednich miejscowościach: Labovë, Tërbuq i Hundkuq.
W grudniu 1946 aresztowany przez funkcjonariuszy Sigurimi. 17 listopada 1947 Sąd Okręgowy w Gjirokastrze skazał Suliego na karę śmierci za domniemaną współpracę z organizacją Balli Kombëtar i za szpiegostwo na rzecz USA i Grecji. Wyrok wykonano 14 stycznia 1948 przez rozstrzelanie na zamku w Gjirokastrze.
Był żonaty, miał dwóch synów.